# Escola de Salamanca

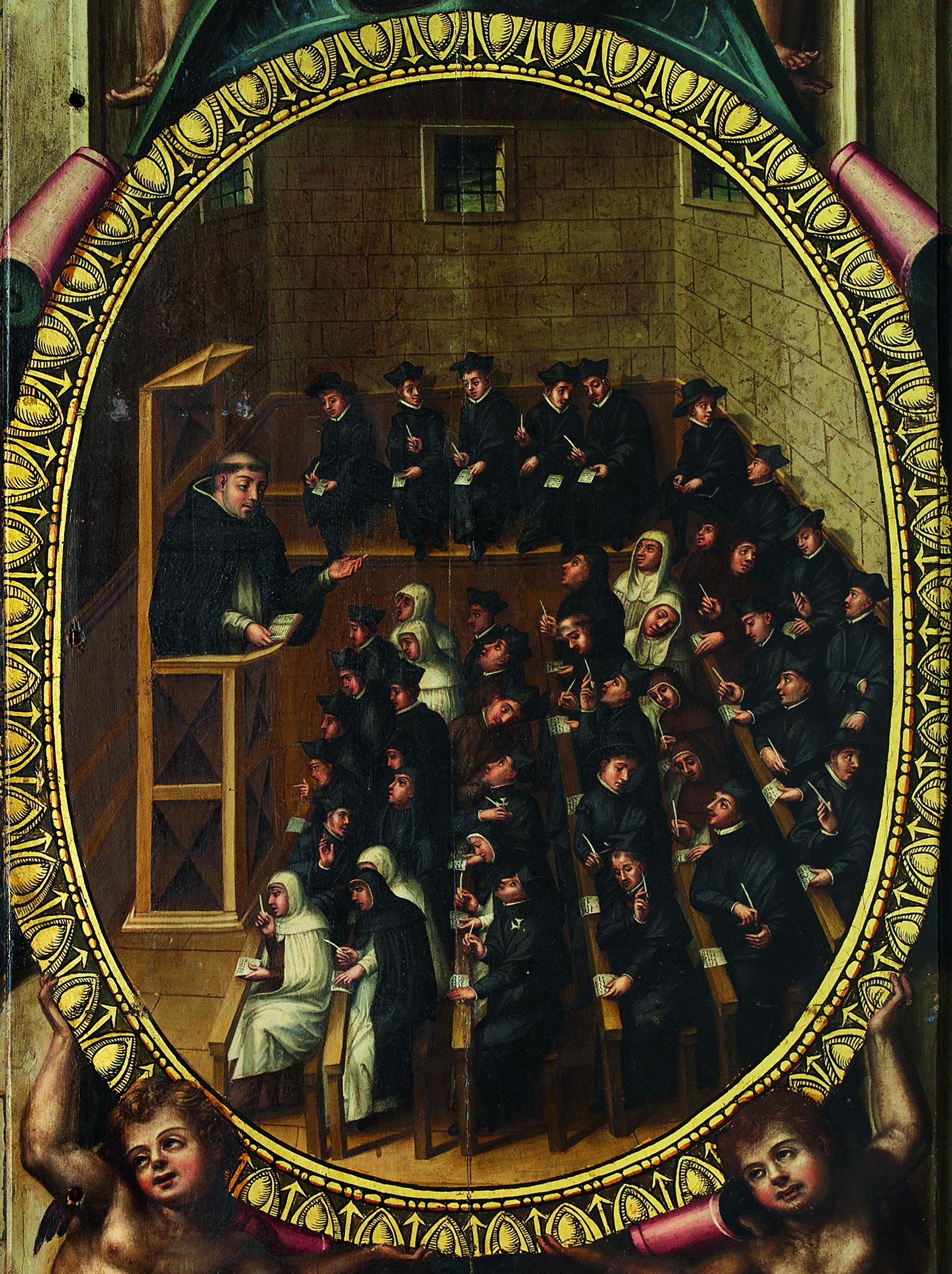
Alunos em uma aula da Universidade de Salamanca, Século XVII.

Salmanticenses, Complutenses e Escola de Salamanca são os nomes latinos (e, depois, sedes episcopais) que designam os autores espanhóis católicos dos cursos de filosofia e teologia escolástica e da teologia moral publicados pelos docentes do colégio filosófico dos Carmelitas Descalços em Alcalá de Henares, e da faculdade de teologia em Salamanca. O termo Escola de Salamanca é usado genericamente para designar o renascimento intelectual em diversas áreas de conhecimento. Contudo a influência da Escola estendeu-se para outras nações, pois muitos membros da escola lecionaram aulas em universidades estrangeiras, nomeadamente na Universidade de Coimbra e na Universidade de Évora, dando origem aos chamados Conimbricenses.

## História
Embora destinado principalmente para a instrução dos membros mais jovens da ordem, esses colégios, sendo incorporados nas Universidade de Alcalá (Complutum em latim) e na Universidade de Salamanca, abriram suas salas de aula também para o público externo. Durante a Idade Média, os Carmelitas, com algumas exceções notáveis, tinha andado de mãos dadas com a  dominicanos em matéria de ensino Escolástico, divergindo  das escolas franciscana e agostiniana, portanto, era natural que, no século XVI eles mantivessem a sua lealdade às origens divergindo também dos jesuítas. Consequentemente, adotaram a mais estrita observância do tomismo como princípio fundamental, e levaram isto com a maior consistência do que provavelmente qualquer outro comentaristas do período neo-escolástico o teria feito.